# 우마르 2세

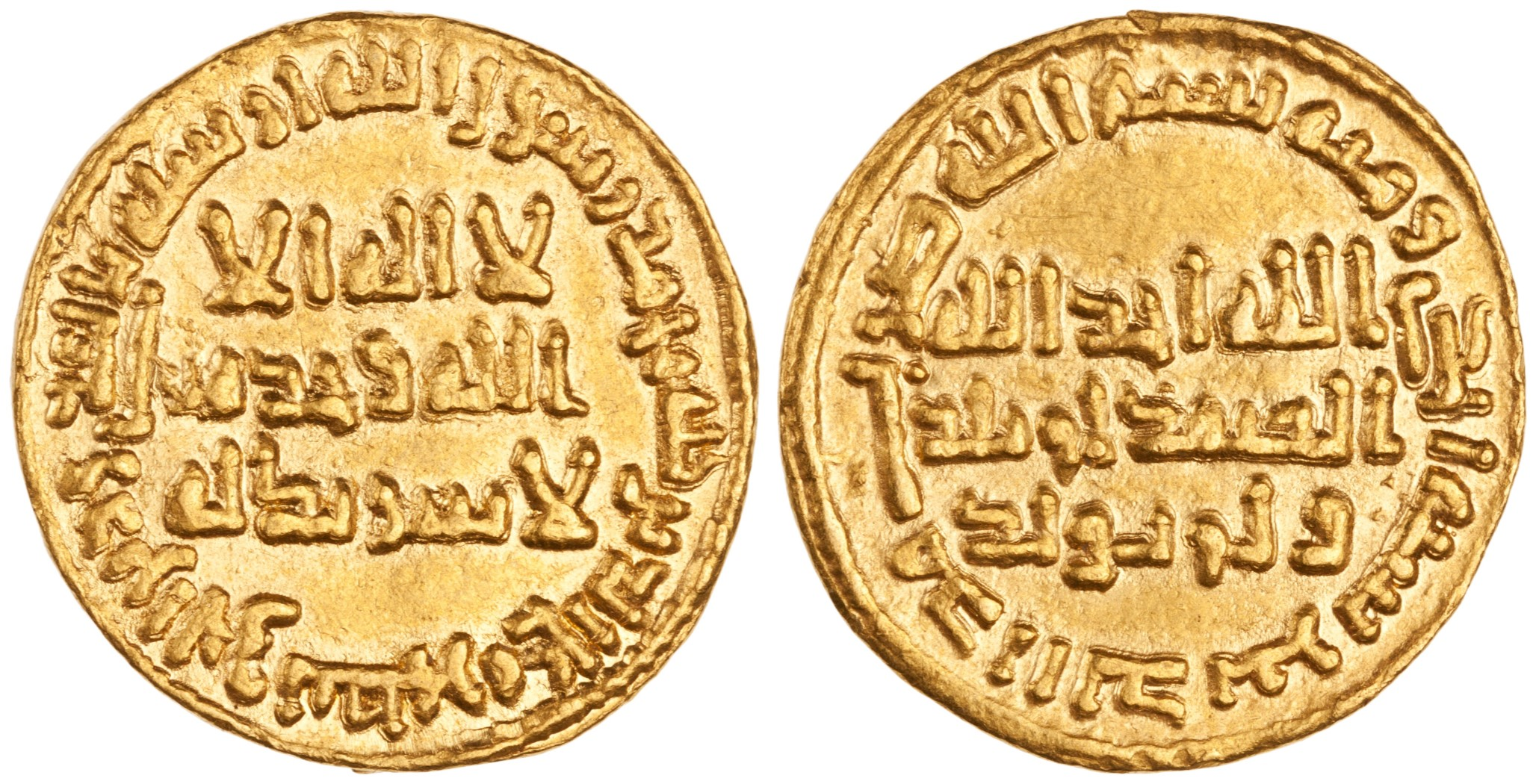

우마르 2세(682년 11월 2일 ~ 720년 2월 5일)는 우마이야 왕조의 제8대 칼리프이다. 사회에 다양하고 중대한 기여와 개혁을 했다.
군사적으로 우마르는 평화주의자로 간주된다. 콘스탄티노폴리스, 중앙아시아, 셉티마니아 등 여러 장소에서 이슬람군의 철군을 명하였다.